# Archanara bipunctata
Archanara bipunctata är en fjärilsart som beskrevs av Tutt 1891. Archanara bipunctata ingår i släktet Archanara och familjen nattflyn. Inga underarter finns listade i Catalogue of Life.